# 佐藤朱華
佐藤 朱華（さとう あやか、1987年3月26日 - ）は広島県出身のバスケットボール選手である。ポジションはCF。

## 人物
高校は大阪薫英女学院高校に進み、1年よりインターハイに出場。3年ではウィンターカップにも出場。ウィンターカップでは3位に貢献し、大会ベスト5に選ばれる。この年にはU-18日本代表にも選出。
その後大阪人間科学大学に進学。1年よりインカレに出場を続け、3年で準優勝となり得点王、リバウンド王、敢闘賞を獲得。U-24ユニバーシアード日本代表にも選出される。
2009年よりアイシン・エィ・ダブリュに入社。
2009-2010シーズン＝ルーキー・オブ・ザ・イヤー受賞。
2016年退団。

## 経歴
- 宇品小 - 宇品中 - 大阪薫英女学院高校 - 大阪人間科学大学 - アイシン・エィ・ダブリュ（2009年〜2016年）

## 日本代表歴
- 2004アジアジュニア選手権
- 2007ユニバーシアード